# Huijgenspark

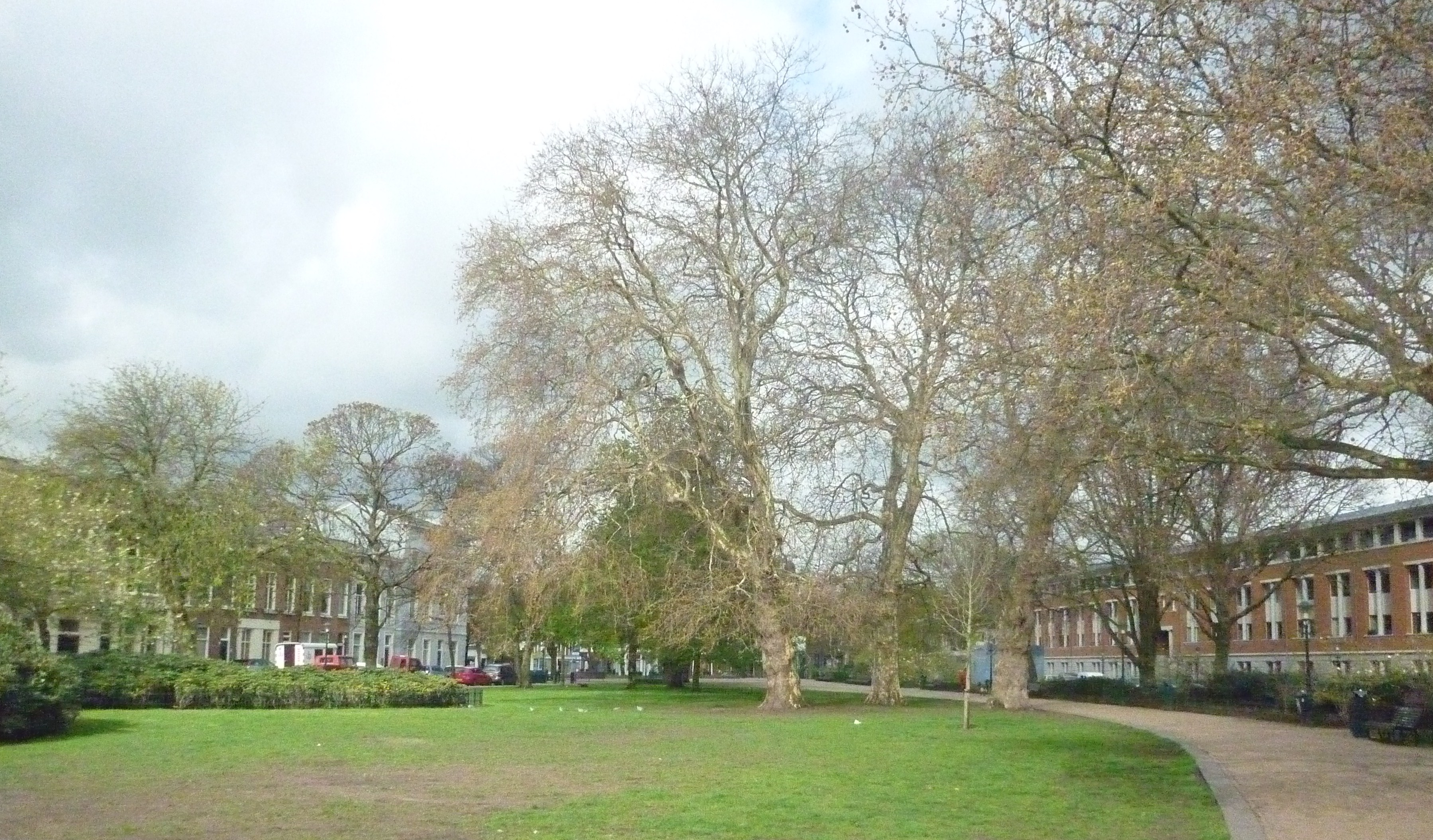
Het Huijgenspark

Het Huijgenspark, vroeger ook gespeld als Huygenspark en tot 1873 officieel de Bogt van Guinea, is een park dat is gelegen in de buurt Huygenspark in de Stationsbuurt in Den Haag. Het grenst aan het Rijswijkseplein, niet ver van het station Hollands Spoor.
Het is vernoemd naar Constantijn Huygens (1596-1687), Haags astronoom, dichter, diplomaat en componist.

## Geschiedenis
De straat langs het park heeft een gekromde loop, waarschijnlijk vanwege de aanwezigheid van landerijen. De naam Bogt van Guinea komt in 1741 voor het eerst voor. Mogelijk bevond zich hier een logement met deze naam. De Bogt van Guinea liep achter het Leprooshuis langs en vormde in die tijd de grens van de bebouwing van Den Haag. Het verlengde van het Spui loopt vlak achter het Huijgenspark naar het Rijswijkseplein en heet het Zieken. Om besmetting bij het Leprooshuis te voorkomen was het Zieken afgesloten voor passanten en moest het verkeer richting Rijswijk de Bogt van Guinea nemen.
Het park in zijn huidige vorm dateert uit 1860. In diezelfde tijd kwam er meer bebouwing aan de Bocht van Guinea, waaronder het Logement De Nederlanden. Hier waren ook de meubelmakerij Anna Paulowna en de ijzergieterij De Prins van Oranje gevestigd, die beide omstreeks 1900 gesloten werden. Aan de overkant van het park bevond zich de Huijgensstraat, die met de Bogt van Guinea samenkwam bij de Stationsweg op het Huijgensplein. Deze laatste naam is niet meer in gebruik.
Vanaf 1866 liep langs de Bogt van Guinea het enkelspoor van de paardentram naar Rijswijk en Delft, die aan het Huijgensplein zijn beginpunt had. Deze werd in 1887 omgezet in een stoomtramlijn en in 1923-24 in een elektrische trambaan voor de lijnen I¹ naar Delft en I³ naar Rijswijk. Deze kregen toen een keerlus op het toenmalige Huijgensplein die via de Huijgensstraat terugliep naar het Rijswijkseplein. In 1927 kregen deze lijnen een ander beginpunt en een nieuwe route via het Zieken en was het afgelopen met de trams over het Huijgenspark.
In 1872 pleegde Hendrik Jut hier een moord op de welgestelde weduwe Van der Kouwen en haar dienstmeid Leentje Beeloo. De bevolking was razend, waarna het veiliger leek Hendrik Jut in de gevangenis Blokhuispoort in Leeuwarden op te sluiten. Hendrik Jut leeft voort in de naam van een bij zijn leven al bestaande kermisattractie die uiteindelijk de naam kop-van-jut kreeg, waarop de omstanders hun woede op hem konden uitleven.
Door de moord was de Bogt van Guinea zo negatief in het nieuws gekomen, dat deze naam op verzoek van de bewoners in 1873 veranderd werd in Huijgenspark. Op 13 februari 1996 werd de historische naam Bocht van Guinea (maar nu met een c) weer ingevoerd voor het pad achter het wooncomplex De Croissant tussen het Huijgenspark, het Zieken en 't Groenewegje.
In het begin van de 21ste eeuw is het park gerenoveerd. Niet alleen het groen is bijgewerkt, de bestrating werd vernieuwd en er werden klassieke lantaarns geplaatst. Er staan drie oude platanen met een omtrekmaat van ruim 350 cm. Ook staan er vijf monumentale pluimiepen. Met de renovatie zijn ook speeltoestellen voor kinderen aangebracht. Een in 2003 geplaatste bank herinnert aan de populaire Haagse wethouder Piet Vink.

## DGM-Hof

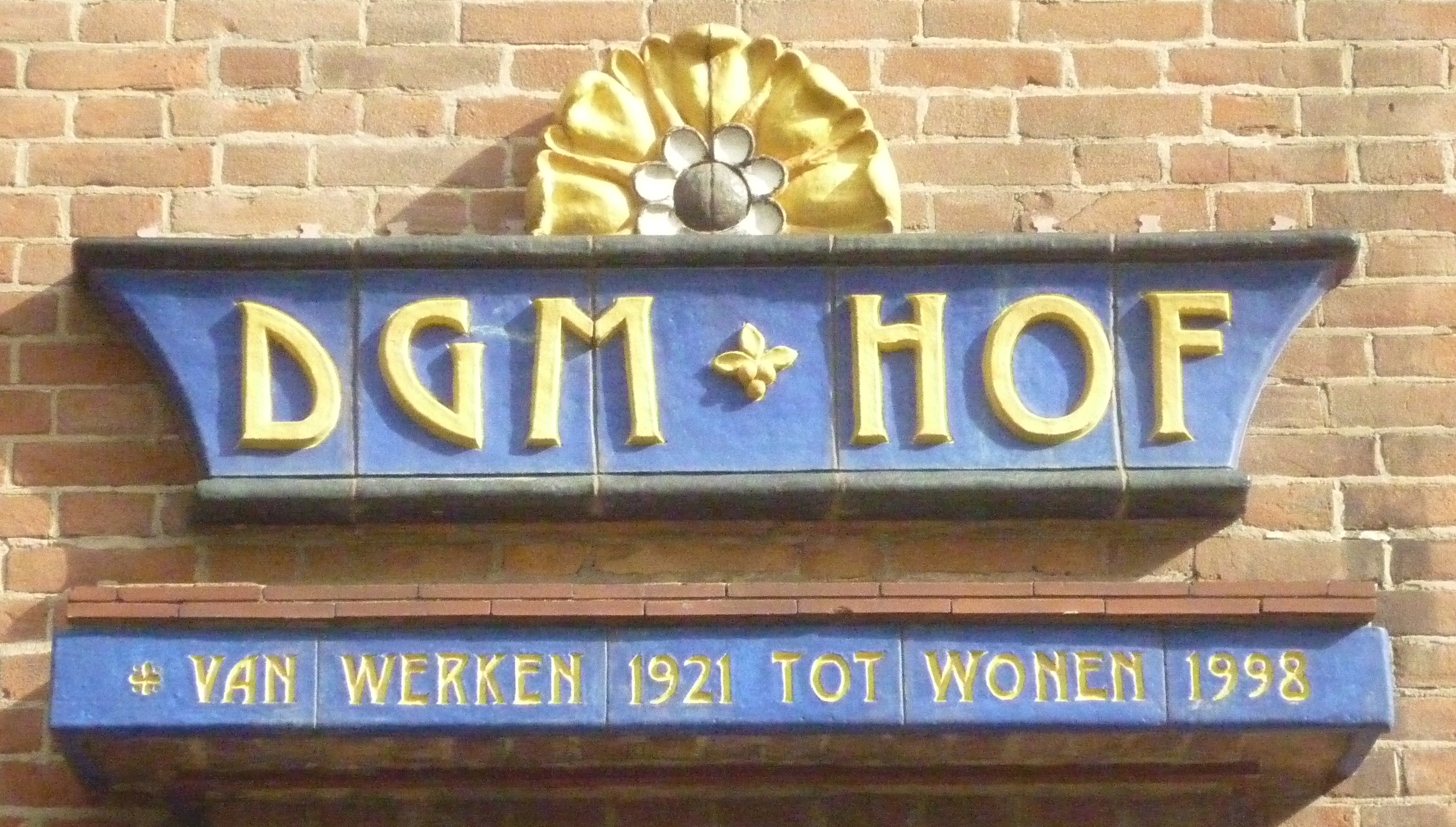
Van Werken tot Wonen

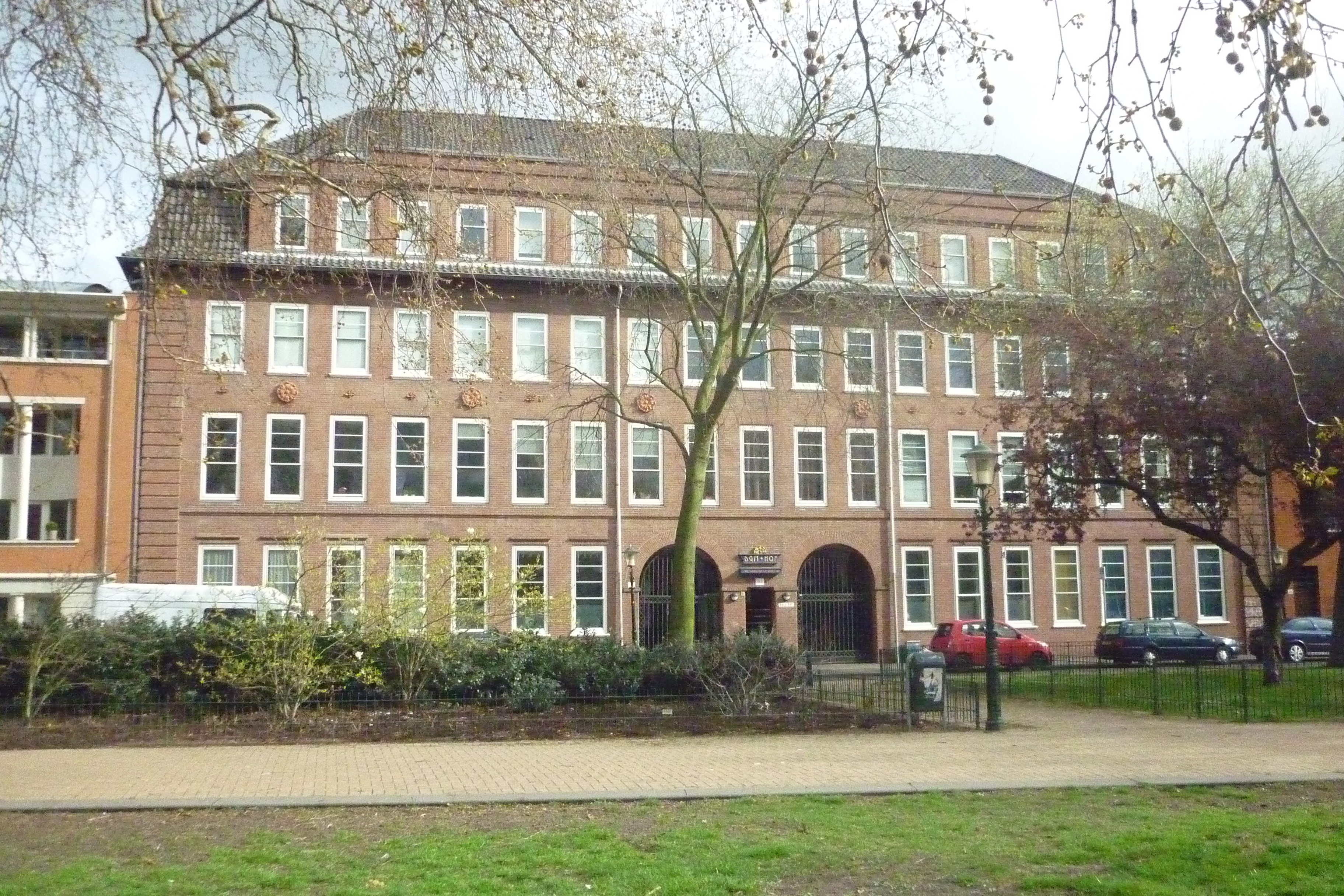

Aan het Huijgenspark staat een kantoorgebouw uit 1921. Het werd gebouwd voor Siemens. Omdat de directeur Willem Huijgens heette, verkoos hij de achteringang aan het Huijgenspark als postadres boven de hoofdingang aan het Zieken. Van 1976 tot 1995 was hier het kantoor gevestigd van de Dienst Groenvoorzieningen en Milieu-educatie (DGM) van de gemeente Den Haag. In 1997-1998 werd het gebouw in opdracht van de Algemene Woningbouwvereniging verbouwd tot 74 wooneenheden. Het gebouw, dat vroeger bekendstond als Siemenshuis, heet nu DGM-Hof en werd door wethouder Peter Noordanus op 27 oktober 1998 geopend.